# Culex guyanensis
Culex guyanensis é um espécie de mosquito do género Culex, pertencente à família Culicidae.